# Simon Buckmaster
Simon Buckmaster (15 gennaio 1961) è un pilota motociclistico britannico.

## Carriera
Nel 1981 debutta nel motomondiale come wild card al gran premio di casa nella classe 350, non riuscendo pero' a qualificarsi. L'anno seguente ripete l'esperienza in sella ad una Yamaha, stavolta riuscendo a qualificarsi ma non riuscendo a portare a termine la gara. Le due stagioni successive, partecipa alla gara della classe 500 in sella ad una Suzuki, ritirandosi nel 1983 e riuscendo finalmente a portare a termine una gara nel 1984 dove conquista il 22º posto al traguardo. Per il 1985 viene ingaggiato in 500 da un team equipaggiato di Suzuki. Non corre molte gare in stagione e non riesce a ottenere nessun punto.
L'anno successivo passa a una Honda, partecipando a tutte le gare in stagione questa volta ma non riuscendo sempre a ottenere punti. L'anno seguente, sempre sulla stessa moto, migliora il suo miglior risultato in gara ma non conquista lo stesso punti. Nel 1988 partecipa a solo 4 gare in stagione sempre senza ottenere punti. Per il 1989 ritorna titolare su una Honda. Si rivela il suo miglior anno, riuscendo finalmente a conquistare i suoi primi punti iridati al gran premio d'Australia e conquistando il suo primo e unico podio al gran premio d'Italia dove conquista il 2º posto in gara grazie anche al fatto che tutti i piloti ufficiali tranne Chili, vincitore della gara, si erano ritirati dopo la bandiera rossa a causa delle condizioni precarie del circuito. A fine stagione si classifica 12º nel mondiale con 44 punti.
Nella stessa stagione prende parte, nella classe 500, al Campionato Europeo Velocità dove ottiene tre vittorie e chiude al sesto posto. Nel 1990 corre due prove nel campionato mondiale superbike su Honda e Kawasaki senza ottenere punti. L'anno successivo partecipa come wild card alla prova britannica senza riuscire a qualificarsi, mentre torna nel motomondiale sempre in 500 ritornando su Suzuki, correndo 6 gare e ottenendo 6 punti che gli valgono il 22º posto in classifica. L'anno seguente torna ad essere titolare in 500 in sella ad una Harris Yamaha, ma non riesce ad ottenere punti. Dopo questa stagione conclude la sua esperienza nel motomondiale.

## Risultati in carriera

### Motomondiale
| 1981 | Classe | Moto |  |  |  |  |    |    |  |  |    |    |    |    |    |  |  | Punti | Pos. |
| ---- | ------ | ---- |  |  |  |  | -- | -- |  |  | -- | -- | -- | -- | -- |  |  | ----- | ---- |
| 1981 | 350    |      |  |  |  |  | NE | NE |  |  | NE | NE | NQ | NE | NE |  |  | 0     |      |

| 1982 | Classe | Moto   |  |  |  |    |  |  |    |    |     |    |  |  |    |  |  | Punti | Pos. |
| ---- | ------ | ------ |  |  |  | -- |  |  | -- | -- | --- | -- |  |  | -- |  |  | ----- | ---- |
| 1982 | 350    | Yamaha |  |  |  | NE |  |  | NE | NE | Rit | NE |  |  | NE |  |  | 0     |      |

| 1983 | Classe | Moto   |  |  |  |  |  |  |  |  |  |     |  |  |  |  |  | Punti | Pos. |
| ---- | ------ | ------ |  |  |  |  |  |  |  |  |  | --- |  |  |  |  |  | ----- | ---- |
| 1983 | 500    | Suzuki |  |  |  |  |  |  |  |  |  | Rit |  |  |  |  |  | 0     |      |

| 1984 | Classe | Moto   |  |  |  |  |  |  |  |  |  |    |  |  |  |  |  | Punti | Pos. |
| ---- | ------ | ------ |  |  |  |  |  |  |  |  |  | -- |  |  |  |  |  | ----- | ---- |
| 1984 | 500    | Suzuki |  |  |  |  |  |  |  |  |  | 22 |  |  |  |  |  | 0     |      |

| 1985 | Classe | Moto   |  |    |     |  |    |  |    |  |    |    |    |  |  |  |  | Punti | Pos. |
| ---- | ------ | ------ |  | -- | --- |  | -- |  | -- |  | -- | -- | -- |  |  |  |  | ----- | ---- |
| 1985 | 500    | Suzuki |  | 17 | Rit |  | 27 |  | NQ |  | 17 | 26 | 17 |  |  |  |  | 0     |      |

| 1986 | Classe | Moto  |    |     |    |    |    |    |     |    |     |    |     |    |  |  |  | Punti | Pos. |
| ---- | ------ | ----- | -- | --- | -- | -- | -- | -- | --- | -- | --- | -- | --- | -- |  |  |  | ----- | ---- |
| 1986 | 500    | Honda | 17 | Rit | 18 | 19 | NP | 15 | Rit | 17 | Rit | 18 | Rit | NE |  |  |  | 0     |      |

| 1987 | Classe | Moto  |    |    |    |    |    |    |    |    |     |    |    |    |    |  |  | Punti | Pos. |
| ---- | ------ | ----- | -- | -- | -- | -- | -- | -- | -- | -- | --- | -- | -- | -- | -- |  |  | ----- | ---- |
| 1987 | 500    | Honda | 13 | 15 | 20 | NP | 17 | 16 | 12 | 13 | Rit | 17 | 17 | 18 | 14 |  |  | 0     |      |

| 1988 | Classe | Moto  |  |  |    |  |  |  |  |  |  |  |  |    |    |     |  | Punti | Pos. |
| ---- | ------ | ----- |  |  | -- |  |  |  |  |  |  |  |  | -- | -- | --- |  | ----- | ---- |
| 1988 | 500    | Honda |  |  | NP |  |  |  |  |  |  |  |  | 23 | 23 | Rit |  | 0     |      |

| 1989 | Classe | Moto  |     |    |    |    |   |    |    |    |    |    |    |    |    |    |    | Punti | Pos. |
| ---- | ------ | ----- | --- | -- | -- | -- | - | -- | -- | -- | -- | -- | -- | -- | -- | -- | -- | ----- | ---- |
| 1989 | 500    | Honda | Rit | 12 | 13 | 13 | 2 | 14 | 13 | 14 | 19 | 15 | 14 | 15 | 12 | 21 | 14 | 44    | 12º  |

| 1991 | Classe | Moto   |  |  |  |  |    |    |  |     |     |    |  |  |    |    |  | Punti | Pos. |
| ---- | ------ | ------ |  |  |  |  | -- | -- |  | --- | --- | -- |  |  | -- | -- |  | ----- | ---- |
| 1991 | 500    | Suzuki |  |  |  |  | 14 | 14 |  | Rit | Rit | NQ |  |  | 15 | 15 |  | 6     | 22º  |

| 1992 | Classe | Moto          |    |    |     |     |    |     |    |    |    |  |    |     |     |  |  | Punti | Pos. |
| ---- | ------ | ------------- | -- | -- | --- | --- | -- | --- | -- | -- | -- |  | -- | --- | --- |  |  | ----- | ---- |
| 1992 | 500    | Harris Yamaha | NQ | 21 | Rit | Rit | 20 | Rit | 17 | 14 | NP |  | NP | Rit | Rit |  |  | 0     |      |

| Legenda | 1º posto        | 2º posto            | 3º posto            | A punti      | Senza punti        | Grassetto – Pole position Corsivo – Giro più veloce |
| Legenda | Gara non valida | Non qual./Non part. | Ritirato/Non class. | Squalificato | '-' Dato non disp. | Grassetto – Pole position Corsivo – Giro più veloce |

### Campionato mondiale Superbike
| 1990 | Moto             |  |  |  |  |  |  |  |  |  |  |  |  |  |  |     |    |  |  |  |  |    |    |  |  |  |  | Punti | Pos. |
| ---- | ---------------- |  |  |  |  |  |  |  |  |  |  |  |  |  |  | --- | -- |  |  |  |  | -- | -- |  |  |  |  | ----- | ---- |
| 1990 | Honda e Kawasaki |  |  |  |  |  |  |  |  |  |  |  |  |  |  | Rit | 26 |  |  |  |  | 17 | 19 |  |  |  |  | 0     |      |

| 1991 | Moto  |    |    |  |  |  |  |  |  |  |  |  |  |  |  |  |  |  |  |  |  |  |  |  |  |  |  | Punti | Pos. |
| ---- | ----- | -- | -- |  |  |  |  |  |  |  |  |  |  |  |  |  |  |  |  |  |  |  |  |  |  |  |  | ----- | ---- |
| 1991 | Honda | NQ | NQ |  |  |  |  |  |  |  |  |  |  |  |  |  |  |  |  |  |  |  |  |  |  |  |  | 0     |      |

| Legenda | 1º posto        | 2º posto            | 3º posto           | A punti      | Senza punti        | Grassetto – Pole position Corsivo – Giro più veloce |
| Legenda | Gara non valida | Non qual./Non part. | Ritirato/Non class | Squalificato | '-' Dato non disp. | Grassetto – Pole position Corsivo – Giro più veloce |